# Consorcio Radial de Chile
El Consorcio Radial de Chile (CRC) fue un conglomerado radiofónico chileno, nacido en 1997 y perteneciente al Grupo Latino de Radio (GLR), filial de la empresa Unión Radio, participado mayoritariamente por el grupo español Prisa.
En diciembre de 2007 CRC se fusionó con Ibero American Radio Chile bajo la denominación Ibero Americana Radio Chile.

## Emisoras propias
- Radio Amistad Stereo (1997-2002)
- Radioactiva (1997-2007)
- Radio Caracol (1998-2003)
- Los 40 Principales (2000-2007)
- W Radio (2002-2007)
- Bésame Radio (2003-2007)